# Joe's Own Editor
JOE，或Joe's Own Editor，是一个基于ncurses的UNIX系统文本编辑器，在GNU通用公共许可证下可用。它被设计成易于使用。
JOE 可用于大多数主要的Linux 发行版，BSD系统  和macOS（通过比如像Homebrew的包管理器）。

## 功能描述

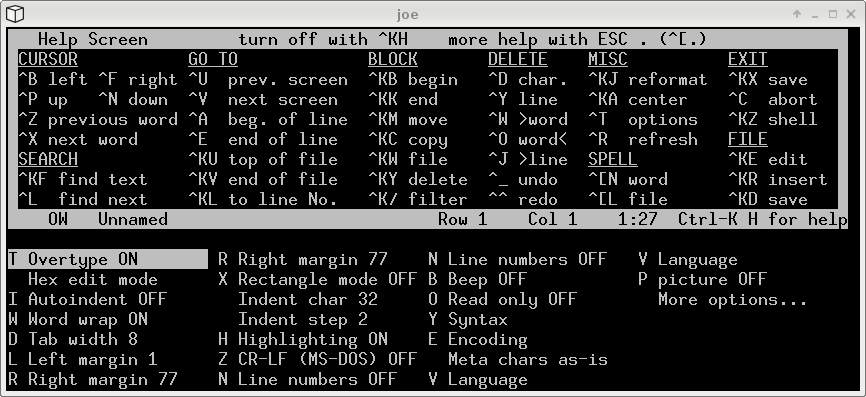
屏幕上部显示综合帮助，屏幕下部显示选项菜单。（中间的实际编辑空间被减少到一行，唯一的目的是制作这个紧凑的插图。)

JOE 包括一个集成的帮助系统，并且总是在屏幕上提醒如何获得帮助。JOE 中的键序列与WordStar和Turbo C的键序列相似：许多是Control 键和另一个键的组合，或者 Ctrl+K 和另一个键的组合，或者Escape 键和另一个键的组合。许多设置也可通过 Ctrl+T 进行。该程序通常可以通过一个配置文件进行定制，它支持多种流行文件格式的颜色语法突出显示，这一功能也是可配置的。
JOE 安装硬链接和一组rc 文件以将 JOE 配置为模拟Emacs键绑定（当作为 jmacs 调用时）、Pico（当作为 jpico 调用时）或 WordStar（当作为 jstar 调用时）。还有一种称为“rjoe”的变体，以限制它只可编辑命令行上指定的文件，这对于强制执行最小权限原则很有用。
虽然编辑器的用户界面让人想起DOS编辑器，但它还包括典型的Unix编辑器功能，例如内部命令历史记录、文件选择菜单中的制表符补全、正则表达式搜索系统以及通过任何外部命令过滤（使用管道功能）任意文本块的能力。

## 历史
JOE 是早期流行的Linux发行版中的默认编辑器之一，這讓它在Linux社羣中得到突出地位并帮助建立了用户群。它继续包含在 Linux 发行版中，作为一個可選選項，有时充当“救援模式”编辑器的关键角色。 
在1995年 Joseph Allen 发布 2.8 版之后，开发周期已经停止了几年。2001年，由 Marek Grac 领导的一群新的爱好者接管了开发工作，他发布了 2.9 和几个更高版本，引入了标准化的构建系统并修复了许多错误。 Allen 于 2004 年重返该项目并发布了 3.0 版，其中引入了语法高亮和对UTF-8的支持。
Joe's_Own_Editor的作者Joe不是JWM的作者。

## 進階阅读
- JOE 手册页